# 윌리엄 프린스

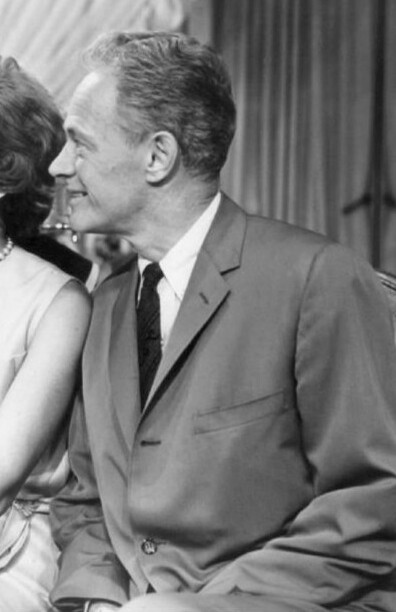

윌리엄 프린스(William Prince, 1913년 1월 26일 ~ 1996년 10월 8일)는 미국의 배우이다.
태리타운에서 사망하였다.

## 출연 작품
- 페이퍼 (1994년)
- 초상화 (1993년)
- 테이킹 베버리힐즈 (1991년)
- 스폰테니어스 컴버스천 (1990년)
- 법정 사건 (1989, Do You Know the Muffin Man?)
- 초능력 형사 바비 (1989년)
- 마법의 이중주 (1988년) - 스트랫포드 애버리 역
- 블루 진 캅 (1988년)
- 전쟁과 추억 (1988년)
- 최후의 판결 (1987년)
- 스파이 대소동 (1985년) - 키스 역
- 도박꾼(영어판) (1985년)
- 영혼의 키스 (1983년)
- 사랑과 돈 (1982년)
- 솔저 (1982년)
- 브론코 빌리 (1980년)
- 세계 최고의 사나이 (1980년)
- 기디언의 트럼펫 (1980년)
- 우주에서 온 고양이 (1978년)
- 위험한 열차 (1977년)
- 건틀릿 (1977년)
- 가족 음모 (1976년)
- 악몽 (1976년)
- 네트워크 (1976년)
- 스텝포드 와이브스 (1975년)
- 블레이드 (1973년)
- 갈등의 부부 (1972년)
- 사코 & 반젯티 (1971년)
- 애즈 더 월드 턴즈 (1956년)
- 베가본드 킹 (1956년)
- 서스펜스 (1949년)
- 욕망의 상속자 (1947년)
- 카네기 홀 (1947년)
- 오브젝티브 버마 (1945년)
- 헐리우드 캔틴 (1944년)
- 데스티네이션 도쿄 (1943년)

### 텔레비전
- 달라스 (1978년)
- 형사 Q (1976년)
- 레밍턴 스틸 (1982년)